# 佛朗哥·坦克雷迪
佛朗哥·坦可雷迪（義大利語：Franco Tancredi，1955年1月10日—），意大利男子足球运动员。他曾代表意大利参加1986年国际足联世界杯。他也曾参加1984年夏季奥林匹克运动会。